# Grand Prix w piłce siatkowej mężczyzn (2025)
Grand Prix w piłce siatkowej mężczyzn 2025 – 27. edycja siatkarskiego turnieju dla najlepszych drużyn Elitserien, zorganizowana przez Szwedzki Związek Piłki Siatkowej (szw. Svenska Volleybollförbundet, SVBF). Odbyła się w dniach 18-19 stycznia 2025 roku w Fyrishov w Uppsali. Uppsala była gospodarzem tego turnieju po raz dziewiąty.
W Grand Prix 2025 uczestniczyły cztery najlepsze zespoły po pierwszej rundzie fazy zasadniczej Elitserien sezonu 2024/2025, tj. Lunds VK, Hylte/Halmstad VBK, Floby VK  oraz Habo Wolley.
Rozgrywki składały się z półfinałów, meczu o 3. miejsce i finału. W pierwszym półfinale Habo Wolley wygrał z Lunds VK, natomiast w drugim półfinale Floby VK pokonał Hylte/Halmstad VBK.
Po raz pierwszy zwycięzcą Grand Prix został zespół Floby VK, który w finale wygrał z Habo Wolley. Trzecie miejsce zajął Hylte/Halmstad VBK. Najlepszymi zawodnikami finału zostali wybrani Alfred Westerlund z Floby VK oraz Axel Almfors z Habo Wolley.

## System rozgrywek
W Grand Prix 2025 uczestniczyły cztery najlepsze zespoły Elitserien po pierwszej rundzie fazy zasadniczej. Rozgrywki składały się z półfinałów, meczu o 3. miejsce i finału. Pary półfinałowe utworzone zostały na podstawie miejsc zajętych przez poszczególne drużyny po pierwszej rundzie fazy zasadniczej zgodnie z poniższym kluczem:
- para 1: 1 – 4;
- para 2: 2 – 3.

Zwycięzcy półfinałów rozegrali mecz finałowy, natomiast przegrani grali o 3. miejsce.

### Tabela po 1. rundzie fazy zasadniczej Elitserien
| Lp.                          | Drużyna            | Pkt | Mecze | Mecze | Mecze | Rodzaj wyniku | Rodzaj wyniku | Rodzaj wyniku | Rodzaj wyniku | Rodzaj wyniku | Rodzaj wyniku | Sety | Sety | Sety  | Małe punkty | Małe punkty | Małe punkty |
| Lp.                          | Drużyna            | Pkt | M     | W     | P     | 3:0           | 3:1           | 3:2           | 2:3           | 1:3           | 0:3           | wyg. | prz. | stos. | zdob.       | str.        | stos.       |
| ---------------------------- | ------------------ | --- | ----- | ----- | ----- | ------------- | ------------- | ------------- | ------------- | ------------- | ------------- | ---- | ---- | ----- | ----------- | ----------- | ----------- |
| 1                            | Lunds VK           | 26  | 10    | 8     | 2     | 5             | 3             | 0             | 2             | 0             | 0             | 28   | 9    | 3.11  | 874         | 762         | 1.15        |
| 2                            | Hylte/Halmstad VBK | 24  | 10    | 9     | 1     | 2             | 3             | 4             | 1             | 0             | 0             | 29   | 14   | 2.07  | 986         | 886         | 1.11        |
| 3                            | Floby VK           | 18  | 10    | 6     | 4     | 3             | 1             | 2             | 2             | 2             | 0             | 24   | 17   | 1.41  | 923         | 850         | 1.09        |
| 4                            | Habo Wolley        | 17  | 10    | 5     | 5     | 2             | 3             | 0             | 2             | 1             | 2             | 20   | 18   | 1.11  | 869         | 848         | 1.02        |
| 5                            | RIG Falköping      | 16  | 10    | 6     | 4     | 1             | 3             | 2             | 0             | 3             | 1             | 21   | 19   | 1.11  | 876         | 864         | 1.01        |
| 6                            | Sollentuna VK      | 16  | 10    | 5     | 5     | 4             | 1             | 0             | 1             | 3             | 1             | 20   | 16   | 1.25  | 838         | 797         | 1.05        |
| 7                            | Södertelge VBK     | 16  | 10    | 5     | 5     | 1             | 4             | 0             | 1             | 4             | 0             | 21   | 19   | 1.11  | 927         | 901         | 1.03        |
| 8                            | Örkelljunga VK     | 13  | 10    | 5     | 5     | 1             | 1             | 3             | 1             | 2             | 2             | 19   | 22   | 0.86  | 907         | 914         | 0.99        |
| 9                            | Vingåkers VK       | 12  | 10    | 4     | 6     | 2             | 1             | 1             | 1             | 2             | 3             | 16   | 21   | 0.76  | 832         | 825         | 1.01        |
| 10                           | Uppsala VBS        | 7   | 10    | 2     | 8     | 1             | 1             | 0             | 1             | 3             | 4             | 11   | 25   | 0.44  | 735         | 854         | 0.86        |
| 11                           | Malmö VK           | 0   | 10    | 0     | 10    | 0             | 0             | 0             | 0             | 1             | 9             | 1    | 30   | 0.03  | 505         | 771         | 0.65        |
| Legenda: udział w Grand Prix |                    |     |       |       |       |               |               |               |               |               |               |      |      |       |             |             |             |

Źródło: 
Punktacja: 3:0 i 3:1 – 3 pkt; 3:2 – 2 pkt; 2:3 – 1 pkt; 1:3 i 0:3 – 0 pkt
Zasady ustalania kolejności: 1. liczba punktów; 2. liczba zwycięstw; 3. stosunek setów wygranych do przegranych; 4. stosunek małych punktów zdobytych do straconych; 5. bilans w meczach bezpośrednich zgodnie z punktami 1-4; 6. dodatkowy mecz lub losowanie

## Drużyny uczestniczące
| Drużyna            | Liczba występów | Ostatni występ | Najlepszy wynik                                             |
| ------------------ | --------------- | -------------- | ----------------------------------------------------------- |
| Floby VK           | 3               | 2024           | 2. miejsce (2024)                                           |
| Habo Wolley        | 7               | 2024           | 1. miejsce (2007)                                           |
| Hylte/Halmstad VBK | 20              | 2024           | 1. miejsce (2000, 2001, 2005, 2008, 2013, 2021, 2023, 2024) |
| Lunds VK           | 2               | 2024           | 3. miejsce (2024)                                           |
| Źródło:            |                 |                |                                                             |

## Drabinka
|  |           |                    |           |                   |   |       |             |       |
|  | Półfinały | Półfinały          | Półfinały |                   |   | Finał | Finał       | Finał |
|  | Półfinały | Półfinały          | Półfinały |                   |   | Finał | Finał       | Finał |
|  |           |                    |           |                   |   |       |             |       |
|  |           |                    |           |                   |   |       |             |       |
|  | 1         | Lunds VK           | 0         |                   |   |       |             |       |
|  | 1         | Lunds VK           | 0         |                   |   |       |             |       |
|  | 4         | Habo Wolley        | 3         |                   |   |       |             |       |
|  | 4         | Habo Wolley        | 3         |                   |   | 4     | Habo Wolley | 1     |
|  |           |                    |           |                   |   | 4     | Habo Wolley | 1     |
|  |           |                    | 3         | Floby VK          | 3 |       |             |       |
|  | 2         | Hylte/Halmstad VBK | 3         | Floby VK          | 3 | 1     |             |       |
|  | 2         | Hylte/Halmstad VBK |           |                   |   |       |             |       |
|  | 3         | Floby VK           | 3         |                   |   |       |             |       |
|  | 3         | Floby VK           | 3         | Mecz o 3. miejsce |   |       |             |       |
|  |           |                    |           |                   |   |       |             |       |
|  |           |                    |           |                   |   |       |             |       |
|  |           |                    |           |                   |   |       |             |       |
|  | 1         | Lunds VK           | 1         |                   |   |       |             |       |
|  | 1         | Lunds VK           | 1         |                   |   |       |             |       |
|  | 2         | Hylte/Halmstad VBK | 3         |                   |   |       |             |       |
|  | 2         | Hylte/Halmstad VBK | 3         |                   |   |       |             |       |

## Rozgrywki

### Półfinały
| 18 stycznia 2025 15:30 Źródło: | Lunds VK | 0:3 (19:25, 22:25, 14:25) | Habo Wolley | Fyrishov, Uppsala Widzów: 337 Sędzia: Martin Stenbock i Shahid Hussain MVP: Hugo Morency i Simon Alexandersson |

| 18 stycznia 2025 18:00 Źródło: | Hylte/Halmstad VBK | 1:3 (27:29, 22:25, 25:23, 27:29) | Floby VK | Fyrishov, Uppsala Widzów: 337 Sędzia: Magnus Hagström i Helena Persson MVP: Axel Karlsson i Isak Joelsson |

### Mecz o 3. miejsce
| 19 stycznia 2025 11:30 Źródło: | Lunds VK | 1:3 (25:18, 21:25, 23:25, 21:25) | Hylte/Halmstad VBK | Fyrishov, Uppsala Widzów: 409 Sędzia: Shahid Hussain i Johan Magnusson MVP: Przemysław Smereka i Sebastian Martinez Ayre |

### Finał
| 19 stycznia 2025 16:30 Źródło: | Habo Wolley | 1:3 (26:24, 20:25, 13:25, 15:25) | Floby VK | Fyrishov, Uppsala Widzów: 480 Sędzia: Malin Byhlin i Magnus Hagström MVP: Alfred Westerlund i Axel Almfors |